# Abax fucatus
Abax fucatus är en skalbaggsart som beskrevs av Hendrik Freitag. Abax fucatus ingår i släktet Abax och familjen jordlöpare. Inga underarter finns listade i Catalogue of Life.